# Chondrit

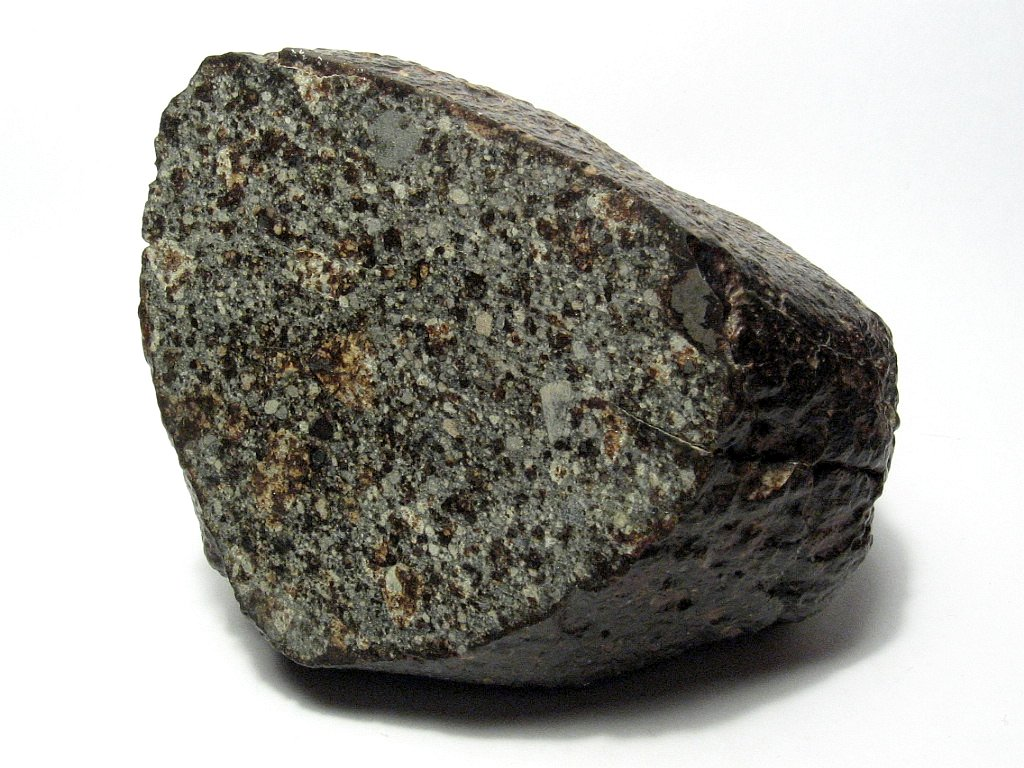
Chondrit s patrným výskytem „chondrulí“ a kovových prvků

Chondrit je druh kamenného meteoritu, který vznikl nahromaděním prachu mateřské mlhoviny – jde tedy o tzv. kosmický sediment. Jeho zrnitost je střední až hrubá, barva většinou hnědošedá s černou kůrou. Chondrity poprvé analyzoval a popsal v roce 1772 francouzský chemik Antoine Lavoisier.
Největší chondrit byl nalezen v roce 1969 u mexického města Allende. Všechny jeho úlomky vážily 2 tuny. Z této skupiny pravděpodobně pochází také těleso, které se před 66 miliony let střetlo se Zemí a pravděpodobně způsobilo hromadné vymírání, jemuž padli za oběť například i proslulí dinosauři. Nejspíš se jednalo o uhlíkatý chondrit původem ze vzdálenější části hlavního pásu planetek.

## Charakteristika
Chondrity jsou nejstarší známé materiály ve sluneční soustavě. Takřka všechny jsou staré 4,56 miliardy let. Zhruba 86 % známých meteoritů tvoří právě chondrity a jsou tak jejich největší skupinou. Není však jisté, zda i v meziplanetárním prostoru tyto horniny takto převažují.
Chondrity obsahuje stejné množství a poměr prvků jako Slunce (kromě těkavých prvků jako vodík a hélium), a tak se soudí, že vznikly několik miliónů let po zrodu sluneční soustavy.
Po dopadu na zem mívají chondrity černou natavenou povrchovou vrstvu, která vznikla při letu zemskou atmosférou. Tato vrstva je většinou tenká a proto vlivem povětrnostních vlivů časem zmizí.

### Složení

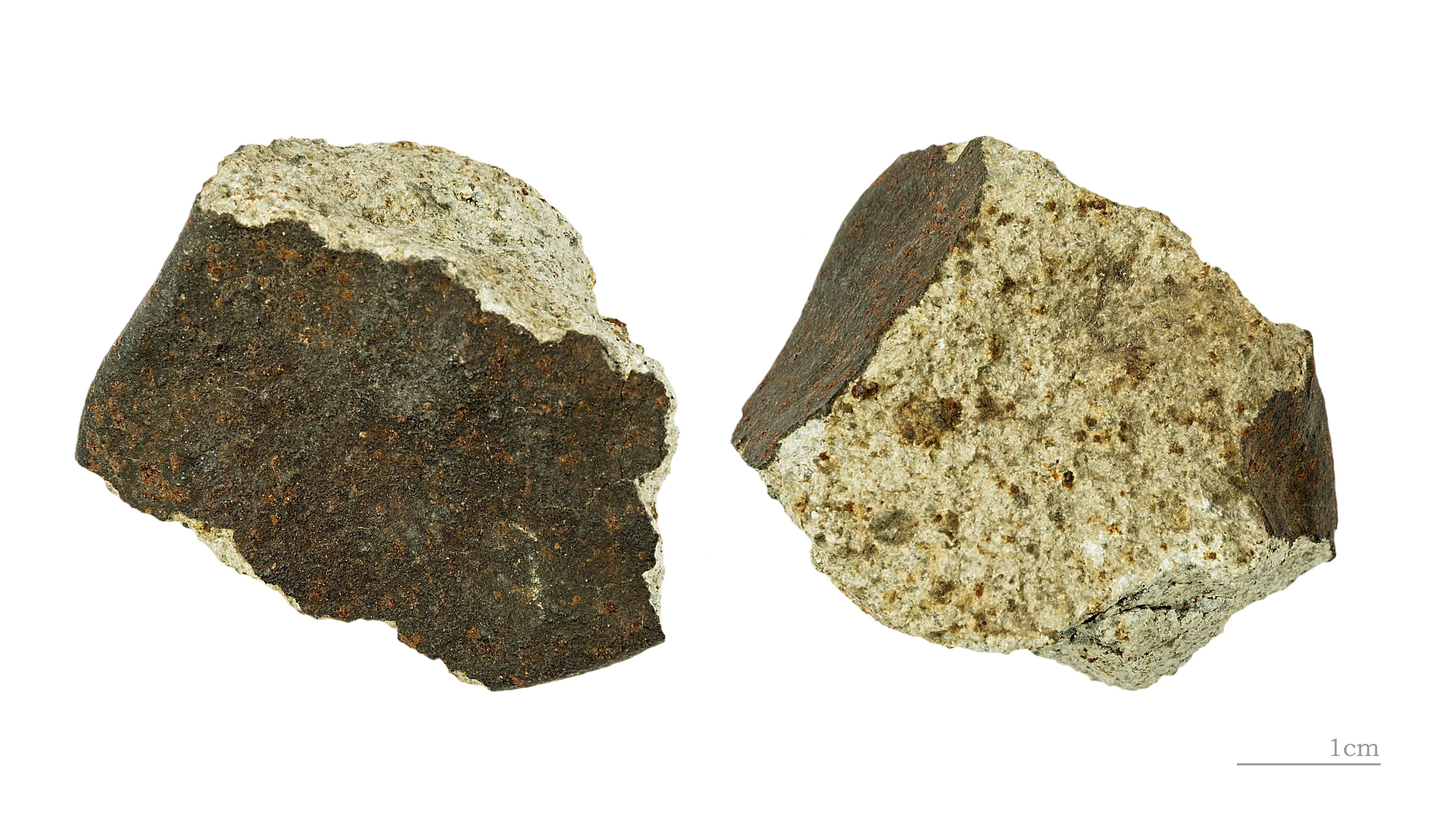
Meteorit Phnom Penh z roku 1868

Chondrity obsahují kulové částice – takzvané chondruly nebo chondry – kuličky o velikosti obvykle několika mm, tvořené olivínem, plagioklasem, pyroxenem a často také kovy a sulfidy. Jsou to rychle ochlazené části meteorické taveniny. Tyto struktury se v pozemských horninách nevyskytují.
Původně byly chondrity definovány jako meteority obsahující chondruly. Protože některé meteority chondruly neobsahují, je nyní přidána i podmínka pro poměr těžších chemických prvků podobný slunečnímu.

## Typy chondritů

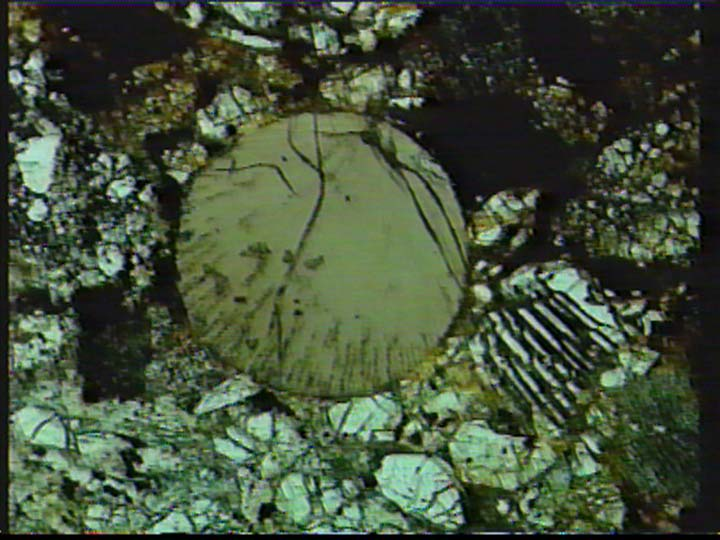
Chondrule pod mikroskopem

Existují i speciální typy chondritů:
- Uhlíkaté chondrity (anglicky carbonaceous chondrite) – chondrity, které obsahují více než 0,2 % uhlíku ve formě jednoduchých organických sloučenin.[4] Jde o nejméně přetvořené chondrity, Jsou velmi křehké, takže pravděpodobnost jejich rozpadu v atmosféře je velmi vysoká a proto jsou jejich nálezy vzácné.
- Enstatitové chondrity (anglicky enstatite chondrite) – vzácně se vyskytující chondrity s poměrem obsahu hořčíku a křemíku Mg/Si = 0,83.